# Swiss League
La Swiss League, già nota fino al 2007 come Lega Nazionale B (LNB) e dal 2007 al 2017 come National League B (NLB), è la seconda divisione del campionato svizzero maschile di hockey su ghiaccio.
Si disputa sin dal 1947, organizzata dalla Lega Svizzera di Hockey su Ghiaccio.

## Storia

### Denominazioni
- 1947-2007: Lega Nazionale B
- 2007-2017: National League B
- dal 2017: Swiss League

## Formula

### Regular season
La regular season ha una durata di 50 partite. I punti vengono così conteggiati:

- Vittoria nel tempi regolamentari: 3 punti

- Vittoria nei tempi supplementari/rigori: 2 punti

- Sconfitta nei tempi supplementari/rigori: 1 punto

- Sconfitta nei tempi regolamentari: 0 punti
Le partite non possono quindi terminare in parità (se il risultato è di parità dopo i tempi regolamentari, si giocherà un tempo supplementare di 5 minuti in 4 contro 4. Se questo non fosse sufficiente per stabilire un vincitore, si passerà a 3 rigori per squadra).
Al termine della regular season le prime 8 squadre partecipano ai playoff, le ultime 4 ai playout.
A partire dalla stagione 2006-07, la Nazionale Svizzera Under 20 partecipa al campionato, con l'obiettivo di far crescere i giocatori - che trovano poco spazio nei rispettivi club - facendo loro accumulare minuti preziosi. In ogni caso il team degli Under 20 non può né ottenere la promozione in National League A, né retrocedere in Prima Lega.

### Playoff
La squadra campione si determina, all'interno della categoria, secondo il principio del playoff: alla fine del campionato le prime otto squadre della classifica giocano al meglio delle sette partite, secondo un ordine che affaccia la 1ª classificata alla 8ª, la 2° alla 7ª, e via dicendo. Le vincitrici si affrontano nelle semifinali riordinandole secondo i punti in classifica: 1° contro 4° e 2° contro 3°. Le vincitrici si affrontano in finale.
Per una sola volta, durante la stagione 2006-07, le prime tre classificate della regular season hanno avuto il diritto di scegliere la squadra da affrontare al primo turno dei playoff. Le scelte hanno comunque rispettato l'ordine naturale.
Le vincitrici disputano lo spareggio contro la perdente dei playout di National League A.

## Squadre 2023-2024
| Squadra            | Paese             | Stadio                     | Capienza |
| ------------------ | ----------------- | -------------------------- | -------- |
| Martigny           | Martigny          | Patinoire Forum d’Octodure | 3.520    |
| La Chaux-de-Fonds  | La Chaux-de-Fonds | Patinoire des Mélèzes      | 5.000    |
| GCK Lions          | Küsnacht          | KEK Küsnacht               | 2.800    |
| Basilea Sharks     | Basilea           | St. Jakob-Arena            | 6.612    |
| Olten              | Olten             | Eisbahn Kleinholz          | 6.190    |
| Sierre             | Sierre            | Patinoire de Graben        | 4.500    |
| Thurgau            | Weinfelden        | Güttingersreuti            | 2.880    |
| Visp               | Visp              | Lonza Arena                | 5.150    |
| Winterthur         | Winterthur        | Zielbau Arena              | 2.996    |
| Bellinzona Rockets | Bellinzona        | Centro Sportivo Bellinzona | 2.360    |

## Albo d'oro
In grassetto le squadre promosse in LNA
- 1937-38:  Arosa
- 1937-39:  Château-d'Œx
- 1939-40: nessun campionato disputato
- 1940-41:  Arosa
- 1941-42: ?
- 1942-43: ?
- 1943-44: ?
- 1944-45:  Young Sprinters Neuchâtel
- 1945-46:  Château-d'Œx
- 1946-47:  Basilea Rotweiss
- 1947-48: HC Ambrì-Piotta
- 1948-49: HC Ambrì-Piotta
- 1949-50: HC Ambrì-Piotta
- 1950-51: HC La Chaux-de-Fonds
- 1951-52: HC La Chaux-de-Fonds
- 1952-53: HC Ambrì-Piotta
- 1953-54: Eishockeyclub St. Moritz
- 1954-55: HC La Chaux-de-Fonds
- 1955-56: Eishockey Club Basel Sharks
- 1956-57: Lausanne Hockey Club
- 1957-58: SC Bern
- 1958-59: HC La Chaux-de-Fonds
- 1958-60: Eis-Hockey-Club Visp
- 1960-61: Schlittschuh-Club Langnau Tigers
- 1961-62: Villars Hockey Club
- 1962-63: GCK Lions
- 1963-64: Genève-Servette HC
- 1964-65: HC La Chaux-de-Fonds
- 1965-66: Young Sprinters Hockey Club
- 1966-67: HC Sierre
- 1967-68: HC Sierre
- 1968-69: SC Bern
- 1969-70: HC Ambrì-Piotta
- 1970-71: HC Lugano
- 1971-72: SC Bern
- 1972-73: ZSC Lions
- 1973-74: Villars HC
- 1974-75: EHC Bienne
- 1975-76: EV Zug
- 1976-77: EHC Arosa
- 1977-78: Lausanne HC
- 1978-79: HC Davos
- 1979-80: HC Fribourg-Gottéron
- 1980-81: EHC Olten e ZSC Lions
- 1981-82: HC Ambrì-Piotta e HC Lugano
- 1982-83: ZSC Lions e Lausanne HC
- 1983-84: HC Coira
- 1984-85: HC Ambrì-Piotta
- 1985-86: HC Coira
- 1986-87: SCL Tigers
- 1987-88: EHC Olten
- 1988-89: HC Coira
- 1989-90: HC Martigny
- 1990-91: HC Coira
- 1991-92: HC Ajoie
- 1992-93: HC Davos
- 1993-94: Rapperswil-Jona Lakers
- 1994-95: Lausanne HC
- 1995-96: HC La Chaux-de-Fonds e GCK Lions
- 1996-97: SC Herisau
- 1997-98: SCL Tigers
- 1998-99: HC Coira
- 1999-2000: HC Coira
- 2000-2001: Lausanne HC
- 2001-02: Genève-Servette HC
- 2002-03: EHC Basel
- 2003-04: EHC Bienne
- 2004-05: EHC Basel
- 2005-06: EHC Bienne
- 2006-07: EHC Bienne
- 2007-08: EHC Bienne
- 2008-09: Lausanne HC
- 2009-10: Lausanne HC
- 2010-11: EHC Visp
- 2011-12: SC Langenthal
- 2012-13: Lausanne HC
- 2013-14: EHC Visp
- 2014-15: SCL Tigers
- 2015-16: HC Ajoie
- 2016-17: SC Langenthal
- 2017-18: Rapperswil-Jona Lakers
- 2018-19: SC Langenthal
- 2019-20: Nessun vincitore
- 2020-21: HC Ajoie
- 2021-22: EHC Kloten
- 2022-23: HC La Chaux-de-Fonds

| Club                        | Titoli LNB | Ultimo titolo |
| --------------------------- | ---------- | ------------- |
| Lausanne HC                 | 8          | 2013          |
| HC Ambrì-Piotta             | 7          | 1985          |
| HC La Chaux-de-Fonds        | 7          | 2023          |
| HC Coira                    | 6          | 2000          |
| EHC Bienne                  | 5          | 2008          |
| SCL Tigers                  | 4          | 2015          |
| SC Langenthal               | 3          | 2019          |
| EHC Visp                    | 3          | 2014          |
| EHC Basel                   | 3          | 2005          |
| ZSC Lions                   | 3          | 1983          |
| SC Bern                     | 3          | 1972          |
| HC Ajoie                    | 2          | 2016          |
| Genève-Servette HC          | 2          | 2002          |
| GCK Lions                   | 2          | 1996          |
| HC Davos                    | 2          | 1993          |
| EHC Olten                   | 2          | 1988          |
| HC Lugano                   | 2          | 1982          |
| Villars HC                  | 2          | 1974          |
| HC Sierre                   | 2          | 1968          |
| Rapperswil-Jona Lakers      | 2          | 2018          |
| SC Herisau                  | 1          | 1997          |
| HC Martigny                 | 1          | 1990          |
| HC Fribourg-Gottéron        | 1          | 1980          |
| EHC Arosa                   | 1          | 1977          |
| EV Zug                      | 1          | 1976          |
| Young Sprinters Hockey Club | 1          | 1966          |
| EHC St. Moritz              | 1          | 1954          |
| EHC Kloten                  | 1          | 2022          |